# Kibitka (namiot)

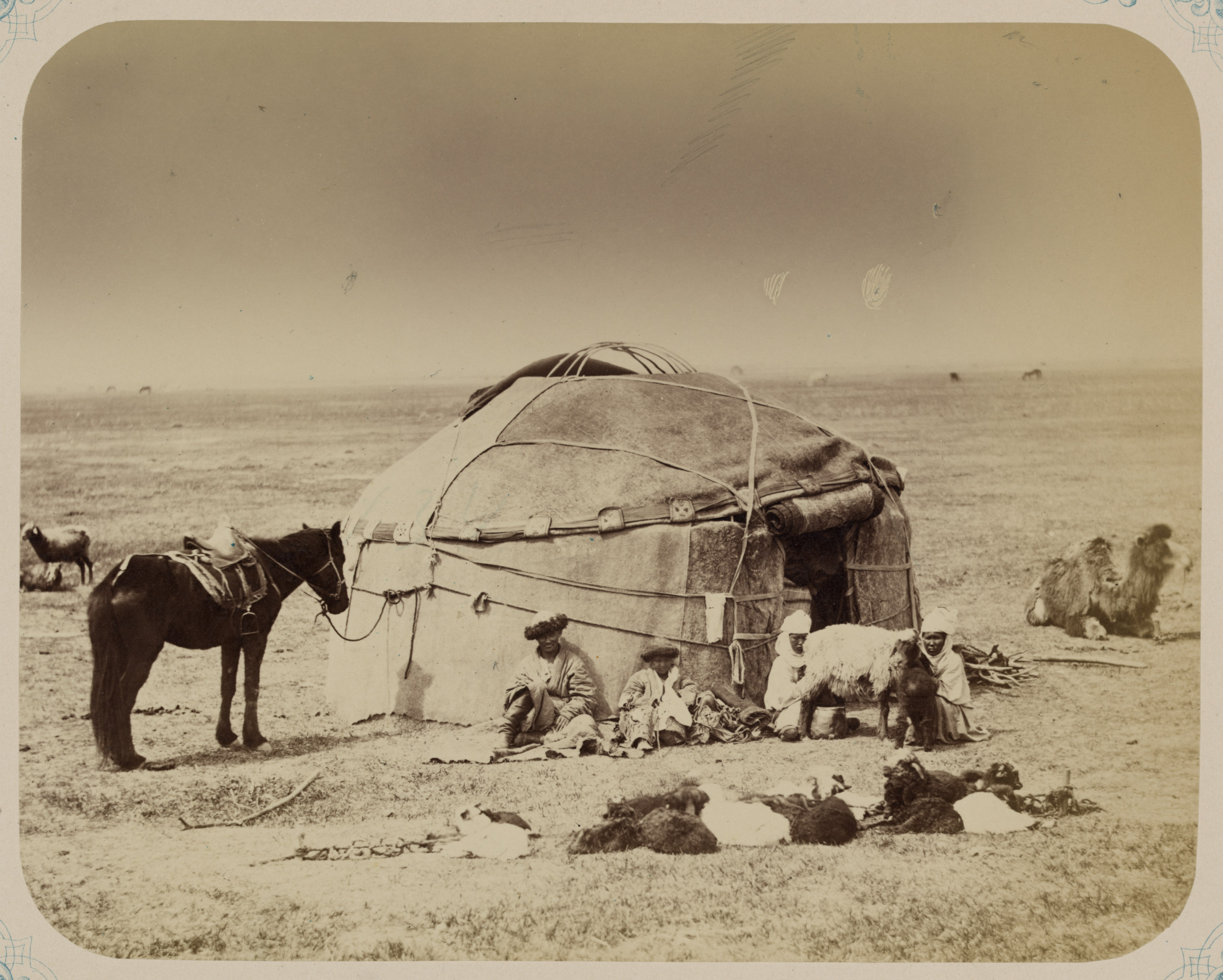
Kibitka

Kibitka (od arab. kubbat) – rodzaj namiotu koczowniczego ludów z Azji. Zbudowany z żerdzi krytych skórami, korą brzozową lub wojłokiem. Nazwa oznacza kopułę lub sklepienie.

## Galeria

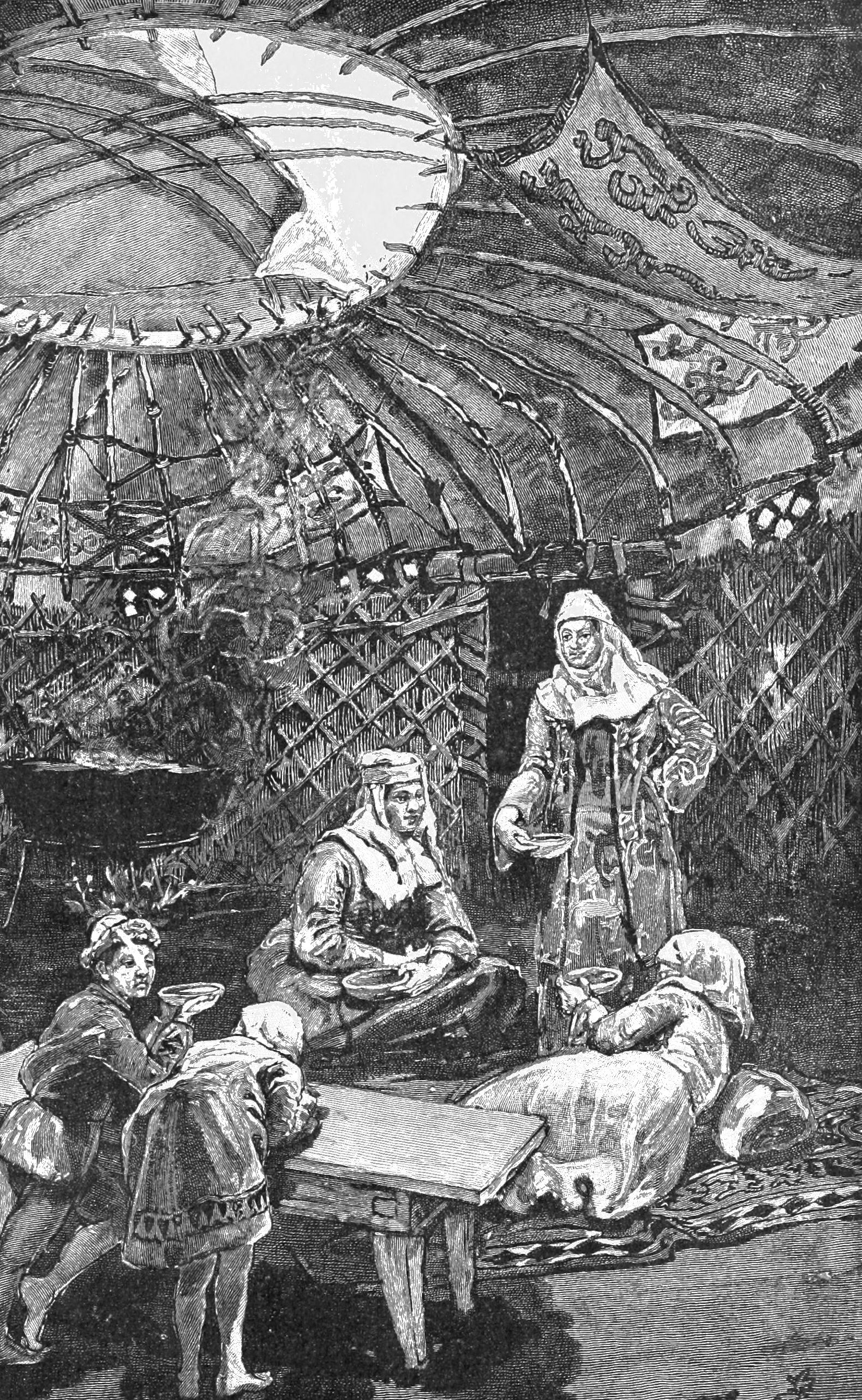
Wnętrze kibitki